# Berduj
Berduj egy falu Szerbiában, a Piroti körzetben, a Babušnicai községben.

## Népesség
- 1948-ban 595 lakosa volt.
- 1953-ban 596 lakosa volt.
- 1961-ben 564 lakosa volt.
- 1971-ben 515 lakosa volt.
- 1981-ben 395 lakosa volt.
- 1991-ben 222 lakosa volt
- 2002-ben 157 lakosa volt, akik mindannyian szerbek.